# Faverolles (Orne)
Faverolles település Franciaországban, Orne megyében. Lakosainak száma 132 fő (2022. január 1.). Faverolles Saint-Georges-d’Annebecq, Le Grais, Lignou, Lonlay-le-Tesson, Montreuil-au-Houlme, Rânes és Saint-Hilaire-de-Briouze községekkel határos.

## Népesség
A település népességének változása:
| Lakosok száma | 139  | 143  | 148  | 146  | 147  | 148  | 143  | 137  | 132  |
|               | 2013 | 2015 | 2016 | 2017 | 2018 | 2019 | 2020 | 2021 | 2022 |